# Sinapsi tripartita
La sinapsi tripartita si riferisce all'integrazione funzionale e alla vicinanza fisica della membrane presinaptica e postsinaptica e alla loro intima associazione con la glia circostante, nonché ai contributi combinati di questi tre componenti sinaptici alla produzione di attività alla sinapsi chimica. Le sinapsi tripartite si verificano in una serie di luoghi del sistema nervoso centrale con la partecipazione di astrociti e possono anche esistere con la glia di Muller delle cellule gangliari retiniche e con le cellule di Schwann alla giunzione neuromuscolare. Il termine è stato introdotto per la prima volta alla fine degli anni '90 per spiegare un crescente corpo di prove sul fatto che la glia non abbia solo il ruolo di cellule di supporto neuronale passivo, ma svolgano un ruolo attivo nell'integrazione delle informazioni sinaptiche attraverso la comunicazione bidirezionale con i componenti neuronali della sinapsi, mediata da neurotrasmettitori e gliotrasmettitori.

## Prove della sinapsi tripartita
Le prove del ruolo degli astrociti nell'integrazione e nell'elaborazione dell'integrazione sinaptica si presentano in diversi modi:
- Gli astrociti sono cellule eccitabili: in risposta agli stimoli provenienti da uno qualsiasi dei tre componenti della sinapsi tripartita, gli astrociti sono in grado di produrre cambiamenti transitori nelle loro concentrazioni di calcio intracellulare attraverso il rilascio di depositi di calcio dal reticolo endoplasmatico.[5]
- Gli astrociti comunicano in modo bidirezionale con i neuroni: attraverso i cambiamenti nella loro eccitabilità della concentrazione di calcio, gli astrociti sono in grado di rilevare neurotrasmettitori e altri segnali rilasciati dai neuroni nella sinapsi e possono rilasciare i propri neurotrasmettitori o gliotrasmettitori[6] che sono, a loro volta, capaci di modificare l'eccitabilità elettrofisiologica dei neuroni.[7]
- Gli astrociti sono in grado di rispondere selettivamente agli stimoli: gli astrociti dello striato dell'ippocampo formano sinapsi tripartite con proiezioni assonali dall'alveo. Le proiezioni alvee possono formare sinapsi glutamatergiche o colinergiche con lo striato, ma gli astrociti di questa regione rispondono con cambiamenti nella concentrazione di calcio solo all'attivazione colinergica delle proiezioni alvee.[8] Ciò non è semplicemente dovuto a una sensibilità di questi astrociti esclusiva all'acetilcolina, poiché essi rispondono anche all'attività sinaptica glutamatergica proveniente da una diversa regione del cervello, il collaterale di Schaffer.
- Gli astrociti integrano e modulano le informazioni dai loro input sinaptici: le variazioni della concentrazione di calcio astrocitico in risposta alla stimolazione simultanea da parte di due tipi di neurotrasmettitori non sono sempre una somma lineare (una somma lineare è un aumento della concentrazione di calcio intracellulare nell'astrocita in risposta a due stimoli simultanei che sarebbe equivalente alla somma delle variazioni di concentrazione di calcio che si verificherebbero in risposta a ciascuna stimolazione individualmente) degli effetti di ogni singolo input, ma varia in base alle combinazioni del trasmettitore e alla frequenza di stimolazione. Gli astrociti dello striato ippocampale, che rispondono all'attività sinaptica dei neuroni glutamatergici originari dei neuroni collaterali di Schaffer e dei neuroni colinergici originari dell'alveus, producono cambiamenti nelle loro concentrazioni intracellulari di calcio che non sono lineari con l'intensità dell'input sinaptico.[9] Inoltre, questi stessi stimoli sono in grado di produrre una risposta potenziata della concentrazione di calcio a basse frequenze di stimolazione o una risposta ridotta della concentrazione di calcio ad alte frequenze di stimolazione.